# Caphyra tridens
Caphyra tridens is een krabbensoort uit de familie van de Portunidae. De wetenschappelijke naam van de soort is voor het eerst geldig gepubliceerd in 1880 door Richters.